# Епархия (1934)
„Епархия“ (на гръцки: «Επαρχία») е сатиричен гръцки вестник, издаван в град Лерин (Флорина), Гърция в 1934 година.

## История
Вестникът излиза в един брой през есента на 1934 година. Негов издател е критянинът Христофорос Скивалакис-Крициотис, който се отличава с остро перо. Продължение е на сатиричния вестник на Крициотис „Вавилония““.